# Butoiești
Butoiești – wieś w Rumunii, w okręgu Mehedinți, w gminie Butoiești. W 2011 roku liczyła 481 mieszkańców.